# 충정로 (정읍시)
충정로(Chungjeong-ro)는 전북특별자치도 정읍시 송산동 내장사거리에서 정읍시 공평동 주천사거리를 잇는 6.45km 길이의 도로이다.

## 주요 경유지
전북특별자치도
- 정읍시 (내장상동 . 장명동 . 수성동 . 연지동 . 농소동)

## 노선
전 구간 국도 제22호선에 속하므로 이에 대한 별도 표기는 생략한다.
| 이름            | 접속 노선                       | 소재지          | 소재지          | 비고            |
| 내장산로와 직결 | 내장산로와 직결                 | 내장산로와 직결 | 내장산로와 직결 | 내장산로와 직결 |
| --------------- | ------------------------------- | --------------- | --------------- | --------------- |
| 내장사거리      | 벛꽃로                          | 정읍시          | 내장상동        |                 |
| (이름없음)      | 상동로 작은말고개로             | 정읍시          | 내장상동        |                 |
| 동초교앞사거리  | 정읍북로                        | 정읍시          | 장명동          |                 |
| 시청삼거리      | 초산로                          | 정읍시          | 수성동          |                 |
| (이름없음)      | 샘골로                          | 정읍시          | 수성동          |                 |
| 구미동사거리    | 명륜길                          | 정읍시          | 수성동          |                 |
| 전화국삼거리    | 서부로                          | 정읍시          | 연지동          |                 |
| 잔다리목사거리  | 명덕로 명덕1길                  | 정읍시          | 연지동          |                 |
| 연지사거리      | 지방도 제701호선 (서부산업도로) | 정읍시          | 연지동          |                 |
| 정주지하차도    |                                 | 정읍시          | 연지동          |                 |
| (이름없음)      | 지방도 제705호선 (벛꽃로)       | 정읍시          | 연지동          |                 |
| 정읍 나들목     | 25호선 호남고속도로             | 정읍시          | 농소동          |                 |
| 농소육교        |                                 | 정읍시          | 농소동          |                 |
| 정읍교          |                                 | 정읍시          | 농소동          |                 |
| 주천교차로      | 국도 제29호선 (영원로)          | 정읍시          | 농소동          |                 |
| 소성로와 직결   |                                 |                 |                 |                 |

## 주요 시설및 건물
- 크린토피아 (충정로 75/상동 312-18)
- 한국수자원공사 (충정로 88/상동 315-17)
- 전라북도교육청 정읍교육지원청 (충정로 93/상동 319-12)
- 국민연금공단 정읍지사 (충정로 97/상동 319-44)
- 농협 정읍농협 하나로마트 상동점 (충정로 99/상동 319-51)
- 정읍상동우체국 (충정로 120/상동 401-3)
- 부부자동차정비 카센터 (충정로 123/상동 370-3)
- KB매직카 정읍상동점 (충정로 132/상동 466)
- GS칼텍스 초이스주유소 (충정로 143/상동 392-2)
- 늘봄재가노인복지센터 (충정로 155/상동 538-2)
- 정읍향군회관 (충정로 158/상동 535-5)
- 열린지역아동센터 (충정로 173/장명동 136-5)
- 정읍동초등학교 (충정로 176/장명동 29)
- 현대카센터 (충정로 187/장명동 73)
- 정읍선비문화관 (충정로 193/장명동 74-2)
- 정읍시청 (충정로 234/수성동 440-1)
- 정읍시 상하수도사업소(충정로 237/수성동 620-2)
- 기아자동차 정읍지점 (충정로 243/수성동 611-1)
- S-OIL 정읍사랑주유소 (충정로 249/수성동 609-3)
- 정읍제일고등학교 (충정로 252/수성동 443)
- 스타벅스 전북정읍DT점 (충정로 271/수성동 449-1)
- 나누매기문화센터 (충정로 293/연지동 39-5)
- 현대모비스 대광기아부품 (충정로 367/연지동 327-34)
- CU 정읍IC점 (충정로 442/농소동 191-31)
- S-OIL 신한주유소 (충정로 446/농소동 191-19)
- 한국도로공사 월동자재보관창고 (충정로 437/농소동 226-42)
- S-OIL 연송LPG충전소 (충정로 470/농소동 193-33)
- 정일여자중학교 (충정로 511/공평동 348)
- 정읍 농협 하나로마트 정일점 (충정로 532/공평동 108-1)
- 농소파출소 (충정로 545/공평동 115-24)
- 만땅주유소 (충정로 585/용계동 48-1)
- GS25 정읍아산병원정 (충정로 610/용계동 389)
- GS칼텍스 우림주유소 (충정로 622/용계동 390-7)
- 세븐일레븐 정읍만남휴게점 (충정로 630/용계동 385)
- SK에너지 주천삼거리주유소 (충정로 639/용계동 383-2)